# Wilhelm von Anhalt-Bernburg

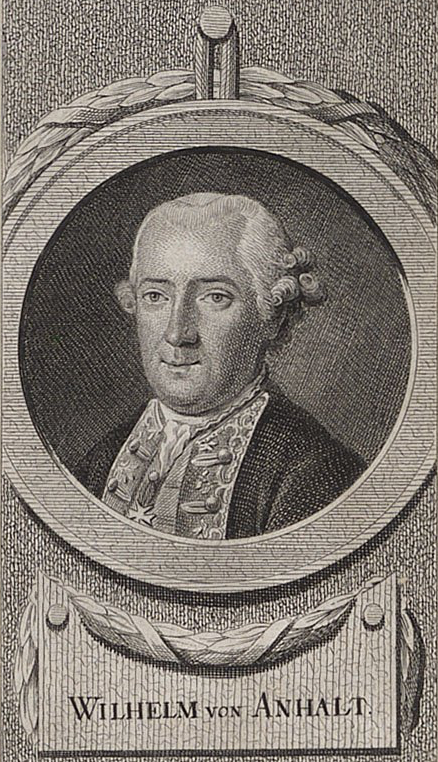

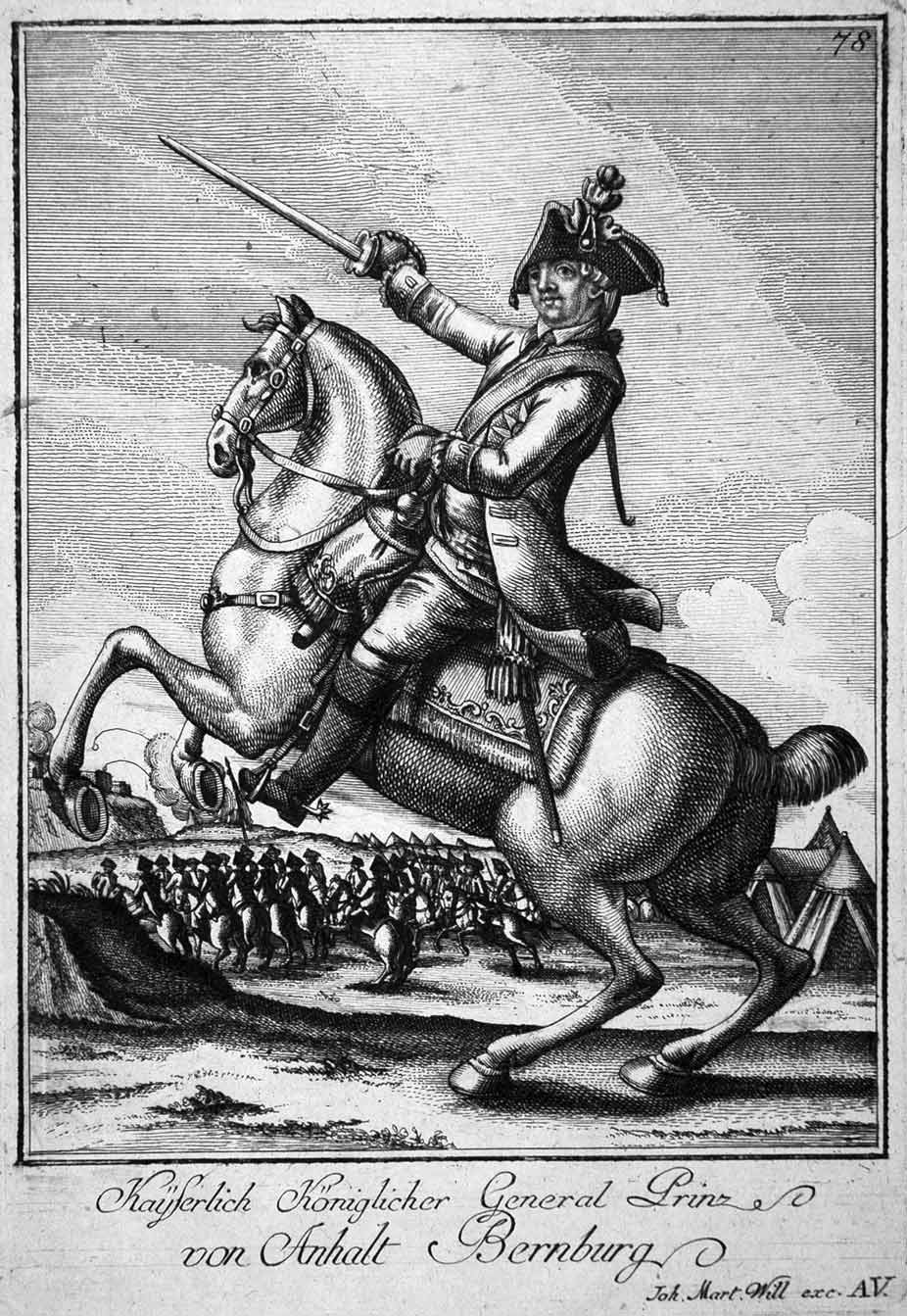
„Kayserlich Königlicher General Prinz von Anhalt Bernburg“, Kupferstich von Johann Martin Will

Wilhelm Prinz von Anhalt-Bernburg (* 19. April 1771 auf Schloss Schaumburg; † 25. März 1799 bei Stockach) war ein kaiserlicher Offizier.

## Leben
Wilhelm Prinz von Anhalt-Bernburg wurde 1771 als Sohn des Fürsten Karl Ludwig von Anhalt-Bernburg-Schaumburg-Hoym (1723–1806) und dessen zweiter Frau Eleonore (1734–1811), der Tochter des Fürsten Friedrich Wilhelm zu Solms-Braunfels, geboren. Er immatrikulierte sich am 8. Mai 1786 zum Studium an der Universität Göttingen. Er befehligte als Oberst 1796 das Infanterieregiment „Kaiser“. Am 9. Juli dieses Jahres nahm er an der Schlacht bei Nauheim, im nächsten Jahr an der bei Kehl und am 20. März 1799 an der Schlacht bei Ostrach teil. Fünf Tage später wurde er in der Schlacht bei Stockach tödlich verwundet.